# Naeem Rahimi
Mohammad Naeem Rahimi (Shiraz, 4 aprile 1994) è un calciatore afghano, centrocampista dei Bulleen Lions.

## Carriera

### Club
Ha giocato nella massima serie liberiana ed in quella singaporiana e tra la seconda e la terza divisione australiana.

### Nazionale
Nel 2018 ha esordito in nazionale.

## Statistiche

### Cronologia presenze e reti in nazionale
| Cronologia completa delle presenze e delle reti in nazionale ― Afghanistan | Cronologia completa delle presenze e delle reti in nazionale ― Afghanistan | Cronologia completa delle presenze e delle reti in nazionale ― Afghanistan | Cronologia completa delle presenze e delle reti in nazionale ― Afghanistan | Cronologia completa delle presenze e delle reti in nazionale ― Afghanistan | Cronologia completa delle presenze e delle reti in nazionale ― Afghanistan | Cronologia completa delle presenze e delle reti in nazionale ― Afghanistan | Cronologia completa delle presenze e delle reti in nazionale ― Afghanistan |
| Data                                                                       | Città                                                                      | In casa                                                                    | Risultato                                                                  | Ospiti                                                                     | Competizione                                                               | Reti                                                                       | Note                                                                       |
| -------------------------------------------------------------------------- | -------------------------------------------------------------------------- | -------------------------------------------------------------------------- | -------------------------------------------------------------------------- | -------------------------------------------------------------------------- | -------------------------------------------------------------------------- | -------------------------------------------------------------------------- | -------------------------------------------------------------------------- |
| 10-10-2019                                                                 | Mascate                                                                    | Oman                                                                       | 3 – 0                                                                      | Afghanistan                                                                | Qual. Mondiali 2022                                                        | -                                                                          | 68’                                                                        |
| Totale                                                                     |                                                                            | Presenze                                                                   | 1                                                                          |                                                                            | Reti                                                                       | 0                                                                          |                                                                            |